# Myospila gagnei
Myospila gagnei este o specie de muște din genul Myospila, familia Muscidae. A fost descrisă pentru prima dată de Zielke în anul 1971.
Este endemică în Uganda. Conform Catalogue of Life specia Myospila gagnei nu are subspecii cunoscute.